# 난고촌 (시즈오카현)
난고촌 (일본어: 南郷村)은 일본 시즈오카현의 서부 사야군, 오가사군에 속했던 촌이다. 현재의 가케가와시 도메이 고속도로 나들목 주변에 해당한다.

## 역사
- 1889년 4월 1일 - 정촌제 시행에 의해 사야군 난고촌이 성립하였다.
- 1896년 4월 1일 - 군제 시행에 의해 오가사군 난고촌이 되었다.
- 1943년 4월 1일 - 가케가와정에 편입해, 동일 난고촌은 폐지되었다.

## 교통

### 철도
일본국유철도 도카이도 본선이 촌역을 통과하고 있었지만, 역은 소재하지 않았다.

### 도로
현재는 도메이 고속도로 가케가와 나들목이 통과하지만, 당시엔 미개통

## 참고 문헌
- 角川日本地名大辞典編纂委員会,『角川日本地名大辞典 22 静岡県』, 角川書店, 1978年, ISBN 4040012208